# 1993년 북인도양 사이클론
다음은 1993년에 발생하는 열대저기압의 목록이다.

## 설명
- 활동 기간은 미국 날짜로 표시한다.

## 같이 보기
- 1993년 태풍